# Spilogona genualis
Spilogona genualis är en tvåvingeart som beskrevs av Huckett 1965. Spilogona genualis ingår i släktet Spilogona och familjen husflugor. Inga underarter finns listade i Catalogue of Life.